# La Chapelle-d'Andaine
La Chapelle-d'Andaine foi uma comuna francesa na região administrativa da Normandia, no departamento Orne. Estendia-se por uma área de 15,46 km². Em 2010 a comuna tinha 3 158 habitantes (densidade: 204,3 hab./km²).
Em 1 de janeiro de 2016, passou a formar parte da nova comuna de Rives d'Andaine.